# Louisiana
Louisiana [luˌ.iː.ziˈæ.nə] ⓘ oder [luː.ziˈænə] ⓘ (zu französisch Louisiane) ist ein Bundesstaat in den Regionen Deep South und South Central der Vereinigten Staaten von Amerika. Er grenzt im Westen an Texas, im Norden an Arkansas, im Osten an Mississippi und im Süden an den Golf von Mexiko. Von den 50 US-Bundesstaaten nimmt er mit rund 4,6 Millionen Einwohnern den 25. Platz und in Bezug auf die Fläche Platz 31 ein. In Anlehnung an sein französisches Erbe ist Louisiana der einzige US-Bundesstaat mit politischen Unterteilungen, die als Parishes bezeichnet werden und den Counties entsprechen. Damit ist er einer von nur zwei US-Bundesstaaten, die nicht in Counties unterteilt sind (der andere ist Alaska mit seinen Boroughs). Baton Rouge ist die Hauptstadt des Bundesstaates, und New Orleans ist mit rund 363.000 Einwohnern die bevölkerungsreichste Stadt des Bundesstaates. Beide Städte liegen am Mississippi River, durch den der Staat landschaftlich stark geprägt wird, insbesondere durch sein riesiges Mündungsdelta mit großen Sumpflandschaften, die eine reiche Flora und Fauna beherbergen, darunter Vögel wie Ibisse und Reiher, viele Arten von Laubfröschen – wie den staatlich anerkannten Amerikanischen Laubfrosch – und Fische wie Störe und Löffelstöre. In den höher gelegenen Gebieten, vor allem im Norden, gibt es eine Vielzahl von Ökosystemen wie die Tallgrass-Prärie, die Longleaf-Pine-Wälder und die Feuchtsavannen, die eine außergewöhnlich große Anzahl von Pflanzenarten beherbergen, darunter viele Arten von Landorchideen und fleischfressenden Pflanzen. Über die Hälfte des Staates ist bewaldet.
Louisianas Lage und Artenvielfalt zogen bereits Tausende von Jahren vor der Ankunft der Europäer im 17. Jahrhundert verschiedene indigene Gruppen an. In Louisiana leben achtzehn indianische Stämme - die meisten aller südlichen Staaten, von denen vier auf Bundesebene und zehn auf staatlicher Ebene anerkannt sind. Die Franzosen beanspruchten das Gebiet 1682 für sich, und es wurde zum politischen, kommerziellen und bevölkerungsmäßigen Zentrum der Kolonie Neufrankreich. Von 1762 bis 1801 stand Louisiana unter spanischer Herrschaft und kehrte kurzzeitig unter französische Herrschaft zurück, bevor es 1803 von Napoleon an die Vereinigten Staaten verkauft wurde. 1812 wurde der südlichste und damals am weitesten entwickelte Teil dieses riesigen Gebiets unter dem Namen Louisiana als 18. Staat in die Union aufgenommen. Nach der Staatsgründung erlebte Louisiana einen Zustrom von Siedlern aus dem Osten der USA sowie von Einwanderern von den Westindischen Inseln, aus Deutschland und Irland. Der Staat erlebte einen landwirtschaftlichen Aufschwung, insbesondere bei Baumwolle und Zuckerrohr, die vor allem von Sklaven aus Afrika angebaut wurden. Als Sklavenstaat gehörte Louisiana während des amerikanischen Bürgerkriegs zu den sieben ursprünglichen Mitgliedern der Konföderierten Staaten von Amerika.
Louisianas einzigartiges französisches Erbe spiegelt sich in seinen Toponymen, Dialekten, seiner Kultur, Demografie und seinem Rechtssystem wider. Im Vergleich zum Rest des Südens der USA ist Louisiana mehrsprachig und multikulturell und spiegelt eine Mischung aus französischer (Cajun, Kreol), spanischer, frankokanadischer, akadischer, Saint-Domingue-kreolischer, indianischer und westafrikanischer Kultur wider (im Allgemeinen die Nachkommen der im 18. Jahrhundert hierhin verschifften Sklaven). In der Zeit nach dem Bürgerkrieg verstärkten die Angloamerikaner den Druck zur Anglisierung, und 1921 wurde Englisch kurzzeitig zur alleinigen Unterrichtssprache in den Schulen Louisianas, bevor 1974 eine Politik der Mehrsprachigkeit wiederbelebt wurde. Louisiana hatte nie eine offizielle Sprache, und die Verfassung des Bundesstaates nennt „das Recht des Volkes, seine jeweiligen historischen, sprachlichen und kulturellen Ursprünge zu bewahren, zu pflegen und zu fördern“.
Die wichtigsten Wirtschaftssektoren in Louisiana sind die Landwirtschaft und die Öl- und Gasindustrie. Der Port of South Louisiana zählt außerdem zu den größten des Landes. Fortune 500 Unternehmen mit Sitz in Louisiana sind der Energieversorger Entergy Corporation und der Telekommunikationsanbieter Lumen Technologies. International bekannt ist außerdem die McIlhenny Company für ihre Tabasco-Sauce.
Im nationalen Durchschnitt rangiert Louisiana unter den US-Bundesstaaten häufig auf den hinteren Plätzen in den Bereichen Gesundheit, Bildung, und Entwicklung, mit hohen Raten an Armut und Mord. Im Jahr 2018 wurde Louisiana als der am wenigsten gesunde Bundesstaat des Landes eingestuft, mit einer hohen Zahl von drogenbedingten Todesfällen. Außerdem hat er mindestens seit den 1990er Jahren die höchste Mordrate in den Vereinigten Staaten.

## Geografie

### Geografische Lage
Louisiana ist Teil der Südstaaten und liegt am Golf von Mexiko. Die Lage ist geprägt von großen Sümpfen und Flüssen mit großen Deltas, weshalb ein Großteil der Fläche Louisianas Feuchtgebiet ist. Im Norden des Bundesstaates grenzt Louisiana mit dem Driskill Mountain an die Ouachita Mountains, die einzig höhere Erhebung im Bundesstaat. Dort entspringen auch Flüsse, die teils in den Mississippi River fließen.

### Ausdehnung des Staatsgebietes
Das Staatsgebiet von Louisiana erstreckt sich vom 29° bis zum 33° Breitengrad (rund 440 km) und vom 88° bis zum 94° Längengrad (rund 470 km). Louisiana hat eine Fläche von 134.246 km² und ist somit, gemessen an der Fläche, der 32. größte Bundesstaat der Vereinigten Staaten vor Mississippi und nach Alabama.

### Nachbarstaaten
Louisiana grenzt im Norden an Arkansas, im Osten an Mississippi, und im Westen bildet der Sabine River die Grenze zu Texas. Im Süden verläuft die etwa 550 km lange Küstenlinie mit dem Golf von Mexiko.

### Gliederung

Die 64 Parishes in Louisiana

Louisiana gliedert sich in 64 Parishes (Bezirke, in anderen Bundesstaaten County genannt). Der größte Parish ist der Vernon Parish im Westen mit 3441 km². Der kleinste Parish ist mit 468 km² der Orleans Parish im Südosten.

### Geologie

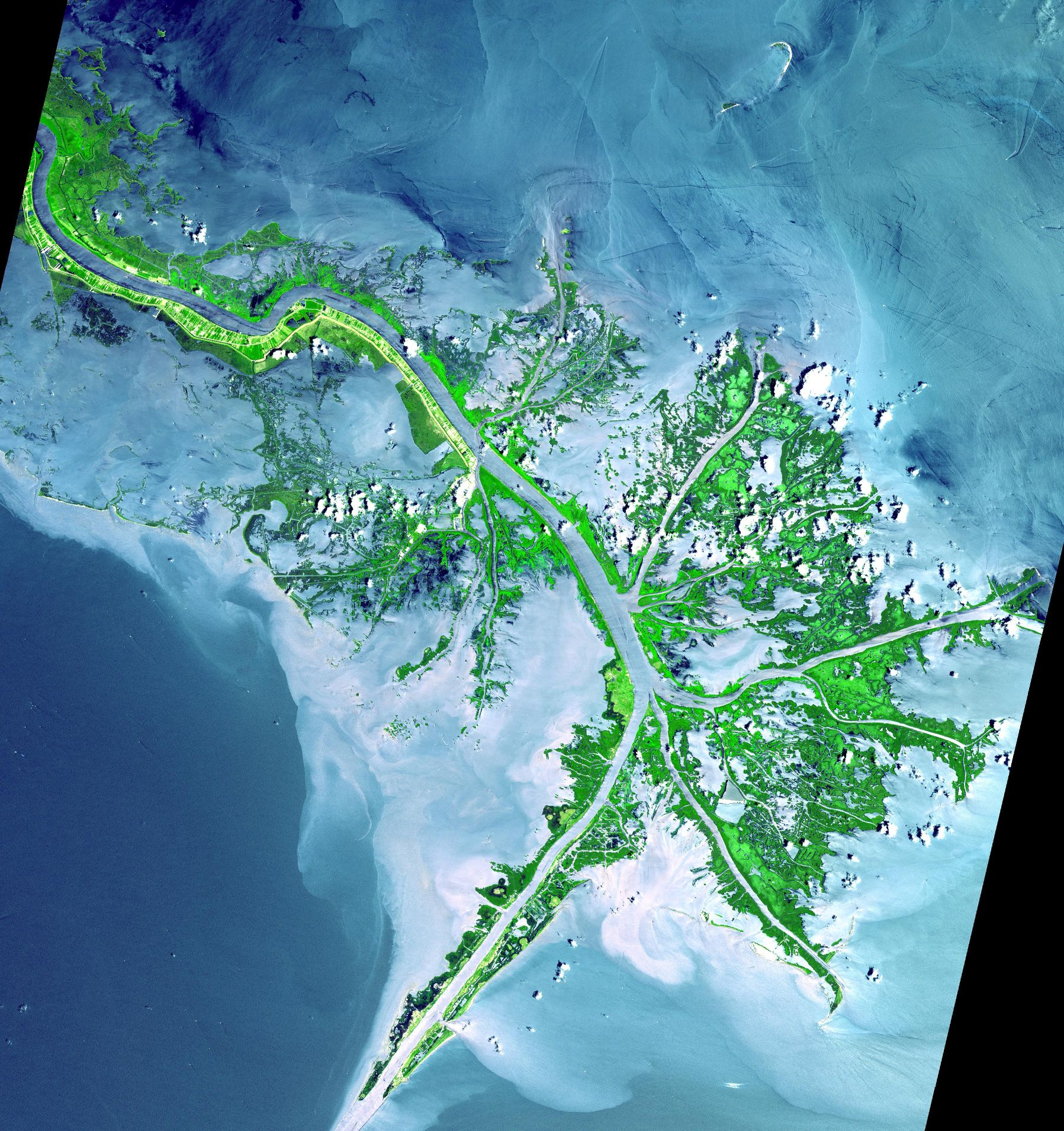
Das Mississippi River Delta

Vor 250 Millionen Jahren, als es den Golf von Mexiko noch nicht gab, gab es nur einen großen Kontinent, Pangaea. Als Pangaea langsam auseinanderdriftete, entstand der Golf von Mexiko und verband sich mit dem Atlantischen Ozean. Das Gebiet des heutigen Louisiana entwickelte sich nun langsam über Millionen von Jahren von Wasser zu Land und wuchs in der Ausdehnung. Die ältesten Felsen sind im Norden Louisianas aufzufinden, im Kisatchie National Forest. Sie stammen aus dem Zeitalter Tertiär und sind ca. 60 Millionen Jahre alt.
Das Flussdelta des Mississippi River ist durch Sedimente immer größer geworden und heute eines der größten Flussdeltas der Welt.
Zwischen den tertiären Gesteinen im Norden und den neu dazugekommenen Sedimenten am Mississippi River Delta zieht sich ein langer Gürtel durch das mittlere Louisiana, der im Pleistozän entstanden ist. Das Entstehen des Gürtels wird weitgehend mit dem Ansteigen und Sinken des Meeresspiegels in den vergangenen Eiszeiten assoziiert. Da die Gesteine im Kisatchie National Forest viel früher entstanden sind als das Mississippi River Delta, bildeten sich dort die Quellen für Flüsse und Schluchten, weshalb dort auch höheres Land ist als in den flachen Küstenregionen am Golf von Mexiko.
In der frühen Entstehungsphase des Golfs vom Mexiko, als noch keine Verbindung zum Atlantik bestand, führten hohe Verdunstungsraten zur Bildung zahlreicher Salzstöcke. In Louisiana gibt es mehrere Hundert dieser Salzkuppeln, von denen die bekannteste Avery Island ist. Salzkuppeln dienen dem Abbau von Salz und Bohrungen nach Öl und Gas.

### Flora und Fauna

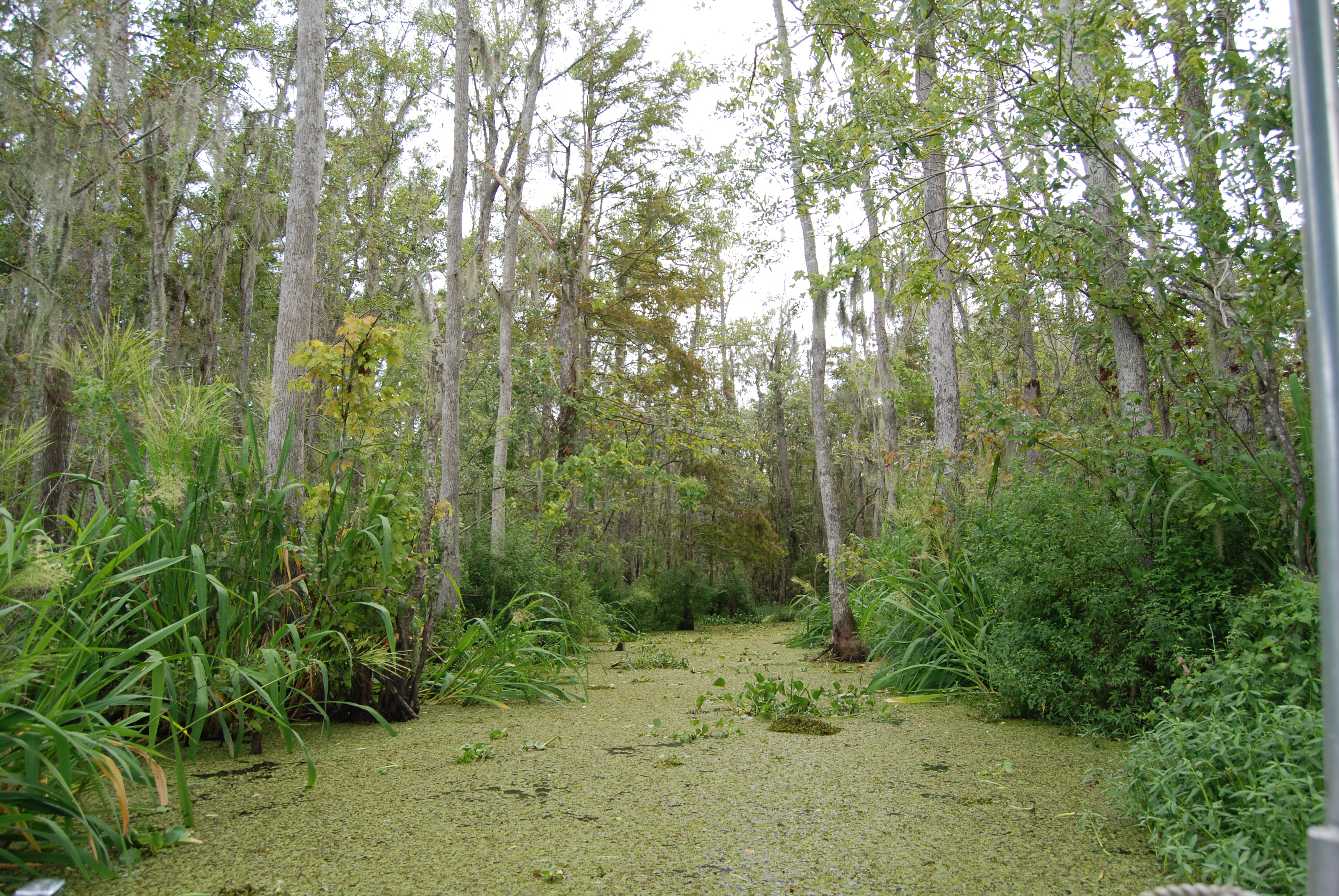
Honey Island Swamp

#### Flora
Die Flora in Louisiana ist abwechslungsreich. Häufig sind die Baumarten Pinus echinata, Pinus elliottii und Pinus palustris; auf den Alluvialböden von Louisiana wachsen Harthölzer. Wichtige Baumarten, die teils heimisch sind, sind u. a. die Rotbuchen und Walnussgewächse. In Louisiana stehen die Orchideen und mehrere Arten der Hyazinthen sowie der Isoetes louisianensis und der Schwalbea seit 2003 unter „gefährdetem Status“ aufgelistet. Im Süden ist vor allem das Tillandsia usneoides, auch bekannt als Spanisches Moos, weit verbreitet; im Norden kommt es kaum vor.

#### Fauna
In Louisiana gibt es eine artenreiche Fauna, die durch abwechslungsreiche Sümpfe, Wälder und Prärien entstanden ist. Hirsche, Eichhörnchen und Kaninchen sowie Bären werden als Wildtiere kommerziell gejagt. Die Bisamratte, die Nutria, Nerz und Beutelratten sowie der Rotluchs und der Skunk werden als natürliche Förster in den Wäldern gebraucht. In Louisiana gibt es zahlreiche Arten von Wildvögeln wie Wachteln, Truthähne, Waldschnepfen und verschiedene Wasservögel, von denen die Floridaente und die Brautente in Louisiana beheimatet sind. Die Küstenstrände des Golfes von Mexikos sind mit Meeresschildkröten beheimatet. Wale und verschiedene Fischarten sind in der Nähe der Küste heimisch. In den Seen und Lagunen leben viele Süßwasserfische.
Fünf Arten Meeresschildkröten gelten als gefährdet: die Echte Karettschildkröte, die Atlantik-Bastardschildkröte, die Lederschildkröte, die Unechte Karettschildkröte und die Suppenschildkröte. Im Jahre 2003 waren noch insgesamt 23 andere Tierarten in Louisiana bedroht.

### Klima
In Louisiana herrscht subtropisches Klima, das von heißen, schwülen und von durchschnittlich regenreichen Zeiten, sowie überwiegend milden Wintern geprägt ist. Die durchschnittliche Jahrestemperatur in Louisiana beträgt etwa 20,6 Grad Celsius; im Sommer ist es meist über 30 Grad heiß. Im Winter fallen die Temperaturen nur sehr selten unter den Gefrierpunkt, sonst sind die durchschnittlichen milden Wintertemperaturen bei 12,6 Grad Celsius. Das ganze Jahr über gibt es viel Niederschlag, bei dem in New Orleans und Baton Rouge über ein Jahr etwa 1500 mm Regen fällt, mit einer durchschnittlichen Anzahl von 8,7 Regentagen pro Monat. Trotz der hohen Anzahl Regentage pro Monat scheint selbst im Januar durchschnittlich 3,9 Stunden pro Tag die Sonne. Im Sommer scheint die Sonne bis zu über acht Stunden pro Tag; der sonnenreichste Monat ist der Juli. In Louisiana herrscht meist eine Luftfeuchtigkeit von über 70 %.
In den Sommermonaten treffen Louisiana regelmäßig starke Hurrikane mit Windstärken von über 120 km/h.
Am 29. August 2005 traf Hurrikan Katrina mit über 200 km/h auf das Festland. Alleine in Louisiana starben dabei 469 Menschen. Besonders schwer wurden der St. Bernard Parish im Südosten und die Region um New Orleans getroffen.
|                       | Jan   | Feb   | Mär   | Apr   | Mai   | Jun   | Jul   | Aug   | Sep   | Okt   | Nov   | Dez   |   |         |
| Mittl. Tagesmax. (°C) | 16,8  | 18,7  | 22,6  | 26,3  | 30,1  | 32,7  | 33,4  | 33,6  | 31,5  | 27,1  | 22,2  | 17,8  | ⌀ | 26,1    |
| Mittl. Tagesmin. (°C) | 5,1   | 6,9   | 10,2  | 13,8  | 18,4  | 21,9  | 23,2  | 23,0  | 20,3  | 14,4  | 9,4   | 5,9   | ⌀ | 14,4    |
|                       |       |       |       |       |       |       |       |       |       |       |       |       |   |         |
| Niederschlag (mm)     | 145,3 | 128,0 | 112,0 | 113,3 | 124,2 | 162,8 | 126,0 | 147,8 | 115,3 | 119,4 | 104,1 | 142,2 | Σ | 1.540,4 |
|                       |       |       |       |       |       |       |       |       |       |       |       |       |   |         |
| Sonnenstunden (h/d)   | 3,0   | 3,9   | 5,0   | 6,1   | 7,1   | 8,0   | 8,1   | 7,4   | 6,5   | 5,2   | 3,4   | 2,6   | ⌀ | 5,5     |
|                       |       |       |       |       |       |       |       |       |       |       |       |       |   |         |
| Regentage (d)         | 9,9   | 8,8   | 8,3   | 7,5   | 7,9   | 12,1  | 12,9  | 11,8  | 8,5   | 7,5   | 8,5   | 9,1   | Σ | 112,8   |
|                       |       |       |       |       |       |       |       |       |       |       |       |       |   |         |
| Luftfeuchtigkeit (%)  | 70    | 72    | 71    | 72    | 73    | 74    | 76    | 77    | 77    | 74    | 75    | 76    | ⌀ | 73,9    |

| 5,1 |

| 6,9 |

| 10,2 |

| 13,8 |

| 18,4 |

| 21,9 |

| 23,2 |

| 23,0 |

| 20,3 |

| 14,4 |

| 9,4 |

| 5,9 |

| 5,1 |

| 6,9 |

| 10,2 |

| 13,8 |

| 18,4 |

| 21,9 |

| 23,2 |

| 23,0 |

| 20,3 |

| 14,4 |

| 9,4 |

| 5,9 |

|                       | Jan   | Feb   | Mär   | Apr   | Mai   | Jun   | Jul   | Aug   | Sep   | Okt  | Nov   | Dez   |   |         |
| Mittl. Tagesmax. (°C) | 18,6  | 20,1  | 23,0  | 26,3  | 30,0  | 32,3  | 33,2  | 33,3  | 31,3  | 27,4 | 23,0  | 19,3  | ⌀ | 26,5    |
| Mittl. Tagesmin. (°C) | 7,2   | 8,4   | 11,3  | 14,7  | 19,3  | 22,4  | 23,6  | 23,5  | 21,8  | 16,4 | 10,9  | 7,5   | ⌀ | 15,6    |
|                       |       |       |       |       |       |       |       |       |       |      |       |       |   |         |
| Niederschlag (mm)     | 128,3 | 152,7 | 124,5 | 114,3 | 115,8 | 148,3 | 155,4 | 156,7 | 140,0 | 77,5 | 112,3 | 146,0 | Σ | 1.571,8 |
|                       |       |       |       |       |       |       |       |       |       |      |       |       |   |         |
| Sonnenstunden (h/d)   | 4,9   | 5,7   | 7,1   | 8,4   | 9,0   | 9,1   | 8,3   | 8,1   | 7,6   | 7,8  | 5,7   | 5,1   | ⌀ | 7,2     |
|                       |       |       |       |       |       |       |       |       |       |      |       |       |   |         |
| Regentage (d)         | 8,2   | 7,7   | 7,2   | 5,7   | 6,7   | 9,5   | 12,1  | 11,3  | 8,7   | 4,5  | 6,7   | 8,2   | Σ | 96,5    |
|                       |       |       |       |       |       |       |       |       |       |      |       |       |   |         |
| Luftfeuchtigkeit (%)  | 77    | 78    | 76    | 77    | 75    | 75    | 78    | 76    | 76    | 70   | 74    | 78    | ⌀ | 75,8    |

| 7,2 |

| 8,4 |

| 11,3 |

| 14,7 |

| 19,3 |

| 22,4 |

| 23,6 |

| 23,5 |

| 21,8 |

| 16,4 |

| 10,9 |

| 7,5 |

| 7,2 |

| 8,4 |

| 11,3 |

| 14,7 |

| 19,3 |

| 22,4 |

| 23,6 |

| 23,5 |

| 21,8 |

| 16,4 |

| 10,9 |

| 7,5 |

## Geschichte
Der Name wurde zu Ehren Königs Ludwig XIV. von Frankreich gewählt. Louisiana wurde früh erforscht, bereits der Spanier Hernando de Soto erkundete von 1539 bis 1542 das Mississippigebiet, der Franzose Robert Cavelier de La Salle setzte diese Forschungen 1681 fort, woraufhin Frankreich das Gebiet für sich beanspruchte und 1699 erstmals dauerhaft besiedelte. (siehe Kolonie Louisiana)
Im Herbst 1729 kam es mit dem Natchez-Aufstand (Natchez Uprising) zu einer großen Rebellion der Natchez-Indianer, die sich mit afrikanischstämmigen Sklaven gegen die französischen Kolonialherren verbündet hatten. Dabei wurde das Fort Rosalie zerstört und fast alle dort lebenden Franzosen getötet. Der Aufstand traf die Kolonisten so schwer, dass die Wirtschaft der Region fast ein Jahrhundert lang stagnierte und eine hochprofitable Plantagenökonomie, wie sie in anderen Teilen des amerikanischen Südens bereits im 18. Jahrhundert entstanden war, sich in Louisiana erst im 19. Jahrhundert herausbildete.

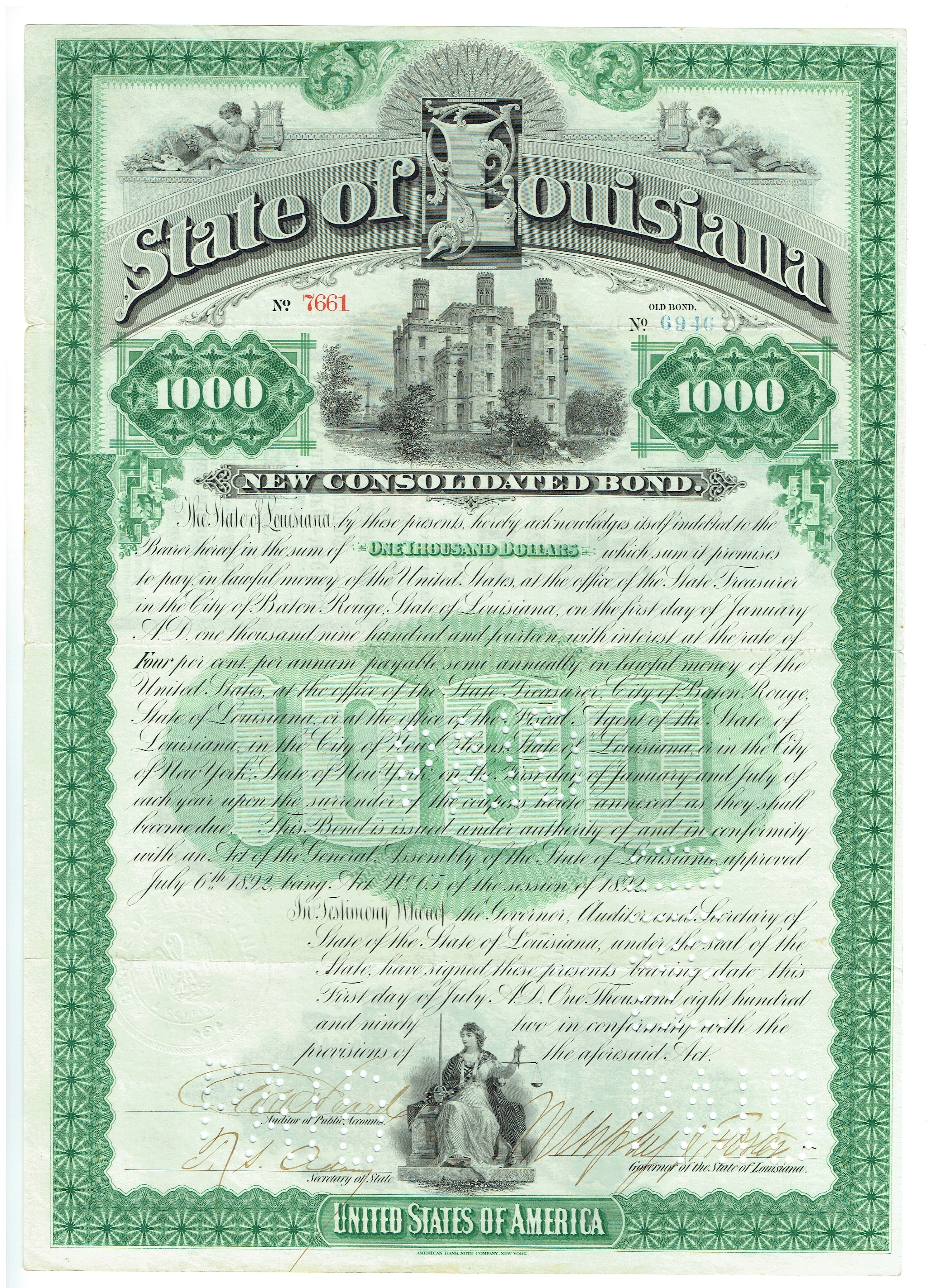
Anleihe von Louisiana vom 6. Juli 1892

Die Besitzverhältnisse änderten sich im Laufe der Jahre mehrmals: Auf Grund der Übereinkünfte im Pariser Frieden kam der westliche Teil 1762 an Spanien, der östliche ein Jahr später an Großbritannien, das ihn 1783 an die Vereinigten Staaten abgeben musste (Frieden von Paris). 1800 erwarb Napoleon I. den spanischen Anteil zurück (→ Dritter Vertrag von San Ildefonso).
Am 30. April 1803 kaufte US-Präsident Thomas Jefferson im so genannten Louisiana Purchase die französische Kolonie Louisiana von Napoleon I. für 15 Mio. US-Dollar. Die Vereinigten Staaten verdoppelten damit ihr Staatsgebiet, denn das damalige Louisiana umfasste noch große Gebiete des Mittleren Westens. Louisiana wurde am 10. März 1804 in einer förmlichen Zeremonie übergeben. Mit dem Organic Act vom 26. März 1804 wurde mit Wirkung vom 1. Oktober aus dem Gebiet, das südlich des 33. Breitengrades lag, das Orleans-Territorium geschaffen, das im Wesentlichen dem heutigen Louisiana entspricht. Der weitaus größere Teil nördlich des 33. Breitengrades wurde zum District of Louisiana, der 1805 in Louisiana-Territorium umbenannt wurde. Am 30. April 1812 wurde das Orleans-Territorium unter dem Namen Louisiana als 18. Bundesstaat der USA aufgenommen. Um eine Verwechslung zu vermeiden, wurde im Juni 1812 das Louisiana-Territorium in Missouri-Territorium umbenannt.
Während des Amerikanischen Bürgerkriegs (1861–1865) gehörte der Staat Louisiana der Südstaatenunion (Konföderierte Staaten von Amerika) an.
Hauptstadt von Louisiana ist Baton Rouge, größte und bekannteste Stadt ist New Orleans.
Im August 2005 wurde der Südosten des Staates vom Hurrikan Katrina heimgesucht. Die Stadt New Orleans und umliegende Regionen erlitten dabei schwere Schäden.
Louisiana wurde während der COVID-19-Pandemie in den Vereinigten Staaten Ende März 2020 als fünfter Bundesstaat zum Katastrophengebiet erklärt.

## Bevölkerung

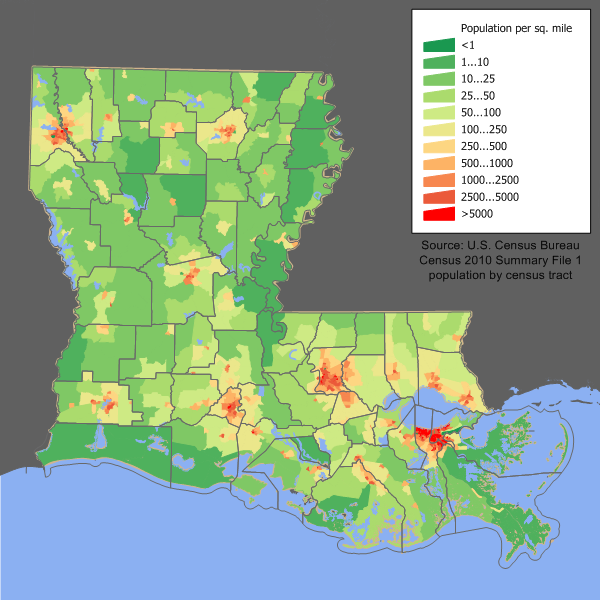
Bevölkerungsdichte

Louisiana hat 4.657.757 Einwohner (Stand: Census 2020), davon waren 60,3 % Weiße, 32,0 % Afroamerikaner, 4,2 % Hispanics oder Latinos, 1,5 % Asiatische Amerikaner und 0,7 % Indianer. Die Mehrheit der Weißen hat französische bzw. kreolische Vorfahren, doch nur noch 4,7 % sprechen Französisch als Muttersprache.

### Sprachen
Louisiana hat keine Amtssprache. Wegen der damaligen starken Präsenz der Franzosen wurden bis zum Amerikanischen Bürgerkrieg offizielle Dokumente sowohl auf Englisch als auch auf Französisch herausgegeben. Die Verfassung von 1845 und ein Gesetz von 1847 sicherten die Zweisprachigkeit. Eine weitere sprachliche Minderheit bilden die Isleños, die im 18. Jahrhundert von den Kanarischen Inseln nach Louisiana auswanderten. Inzwischen ist der Anteil der Französischsprecher in Louisiana jedoch sehr weit zurückgegangen. Im Jahr 2010 rangierte er mit circa 3 % Sprechern hinter Englisch (91,26 %) und Spanisch (ca. 4 %) auf dem dritten Platz.

### Religionen
Die wichtigsten Religionsgemeinschaften im Jahr 2000 sind die Katholische Kirche (1.382.603), Southern Baptist Convention (768.587) und die United Methodist Church (160.153). Es gibt viele andere, vor allem protestantisch geprägte Konfessionen. Im Vergleich zu den anderen Südstaaten gibt es ungewöhnlich viele Katholiken.

### Größte Städte
| Ort          |              |  |         | Einwohner |
| New Orleans  | New Orleans  |  | 383.997 | 383.997   |
| Baton Rouge  | Baton Rouge  |  | 227.470 | 227.470   |
| Shreveport   | Shreveport   |  | 187.593 | 187.593   |
| Lafayette    | Lafayette    |  | 121.374 | 121.374   |
| Lake Charles | Lake Charles |  | 84.872  | 84.872    |
| Kenner       | Kenner       |  | 66.448  | 66.448    |
| Bossier City | Bossier City |  | 62.701  | 62.701    |
| Monroe       | Monroe       |  | 47.702  | 47.702    |
| Alexandria   | Alexandria   |  | 45.275  | 45.275    |
| Houma        | Houma        |  | 33.406  | 33.406    |
| Central      | Central      |  | 29.565  | 29.565    |
| Census 2020  |              |  |         |           |

## Politik
| Jahr | Republikaner      | Demokraten      |
| --- | ----------------- | --------------- |
| 1960 | 28,59 % 0.230.980 | 50,42 % 407.339 |
| 1964 | 56,81 % 0.509.225 | 43,19 % 387.068 |
| 1968* | 23,47 % 0.257.535 | 28,21 % 309.615 |
| 1972 | 65,32 % 0.686.852 | 28,35 % 298.142 |
| 1976 | 45,95 % 0.587.446 | 51,73 % 661.365 |
| 1980 | 51,20 % 0.792.853 | 45,75 % 708.453 |
| 1984 | 60,77 % 1.037.299 | 38,18 % 651.586 |
| 1988 | 54,27 % 0.883.702 | 44,06 % 717.460 |
| 1992 | 40,97 % 0.733.386 | 45,58 % 815.971 |
| 1996 | 39,94 % 0.712.586 | 45,84 % 927.837 |
| 2000 | 52,55 % 0.927.871 | 44,88 % 792.344 |
| 2004 | 56,72 % 1.102.169 | 42,22 % 820.299 |
| 2008 | 58,56 % 1.148.275 | 39,93 % 782.989 |
| 2012 | 57,78 % 1.152.262 | 40,58 % 809.141 |
| 2016 | 58,09 % 1.178.638 | 38,45 % 780.154 |
| 2020 | 58,46 % 1.255.776 | 39,85 % 856.034 |
| 2024 | 60,22 % 1.208.505 | 38,21 % 766.870 |
| * 1968: Den Sieg holte George Wallace von der American Independent Party mit 48,32 % bzw. 530.300 Stimmen |                   |                 |

Louisiana, früher berüchtigt für seine Kultur recht offener politischer Korruption, ist einer der in seiner Gesamtheit weniger konservativen Südstaaten. New Orleans und Baton Rouge sind in diesem Staat Zentren des demokratischen Liberalismus. Die Landbevölkerung ist ähnlich konservativ wie in anderen Südstaaten. Demokratische Dominanz und Pro-Segregation-Inhalte bestimmten bis weit in die 1980er-Jahre das politische Geschehen. Die Entwicklung Louisianas zum Red State zog sich länger hin als in anderen Südstaaten wie South Carolina, Alabama oder Mississippi, so stimmte Louisiana zuletzt 1996 für den Demokraten Bill Clinton. Seitdem gingen die Wahlleute des Staats jedes Mal an den republikanischen Kandidaten. Louisiana stellt im Electoral College seit 2012 acht Wahlleute. 1988 waren es noch zehn.
Im Jahr 2024 wurden alle öffentlichen Bildungseinrichtungen in Louisiana gesetzlich dazu verpflichtet, die Zehn Gebote in den Klassenräumen auszuhängen.

### Gouverneure
Gegenwärtiger Gouverneur ist seit Januar 2024 der Republikaner Jeff Landry.
Siehe auch: Liste der Gouverneure von Louisiana, Liste der Vizegouverneure von Louisiana

### Kongress
Siehe auch: Liste der US-Senatoren aus Louisiana, Liste der Mitglieder des US-Repräsentantenhauses aus Louisiana
Mitglieder im 119. Kongress:
|  | Name                   | Mitglied seit | Parteizugehörigkeit |
|  | ---------------------- | ------------- | ------------------- |
|  | Stephen Joseph Scalise | 2008          | Republikaner        |
|  | Troy Carter            | 2021          | Demokraten          |
|  | Glen Clay Higgins      | 2017          | Republikaner        |
|  | James Michael Johnson  | 2017          | Republikaner        |
|  | Julia Letlow           | 2021          | Republikaner        |
|  | Cleo Fields            | 2025          | Demokraten          |

|  | Name                   | Mitglied seit | Parteizugehörigkeit |
|  | ---------------------- | ------------- | ------------------- |
|  | William Morgan Cassidy | 2015          | Republikaner        |
|  | John Neely Kennedy     | 2017          | Republikaner        |

## Recht
Im Gegensatz zum Rest der Vereinigten Staaten, in denen Angloamerikanisches Recht gilt, gilt in Louisiana ein auf dem Code Napoléon basierendes kontinentaleuropäisches Recht. Auch das Wahlrecht in Louisiana folgt französischem Vorbild: bei den meisten Wahlen gibt es daher eine Stichwahl zwischen den beiden führenden Bewerbern, wenn in der ersten Runde keiner eine absolute Mehrheit erreichen konnte. In fast allen anderen Staaten der USA gilt immer ein einfaches Mehrheitswahlrecht, bei dem keine absolute Mehrheit erforderlich ist, sondern der Kandidat mit den meisten Stimmen sofort gewinnt.

## Todesstrafe
Die Todesstrafe gilt für Mord und Hochverrat; seit ihrer Wiedereinführung 1973 fanden 28 Hinrichtungen zwischen 1983 und 2010 statt. Seitdem hat es keine Hinrichtungen gegeben (Stand: Oktober 2022).

## Kultur und Sehenswürdigkeiten
Das Leben in Louisiana ist von zahlreichen Kulturen, Sitten und Gebräuchen geprägt, beispielsweise auch dem Voodookult. Noch heute ist der französische Einfluss spürbar.
Louisiana war 2002 der erste US-Bundesstaat, der Film- und Fernsehproduktionen Steuervergünstigungen anbot. Als weitere Staaten nachzogen, erhöhte Louisiana die Steuervergünstigungen. Dadurch ist Louisiana zum populärsten Staat für Film und Fernsehen nach Kalifornien und New York geworden.

## Sport

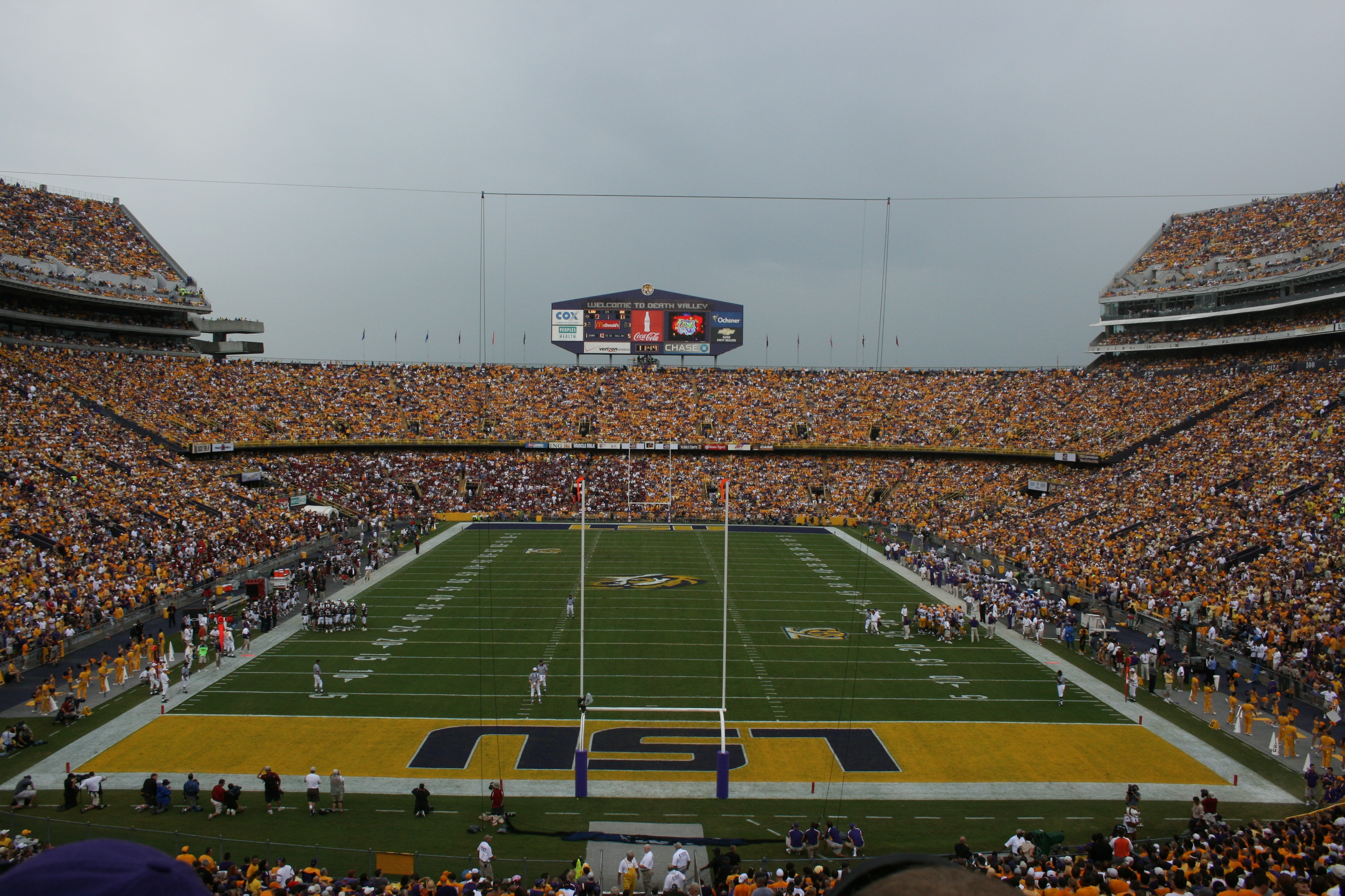
Tiger Stadium

Im American Football ist Louisiana durch die New Orleans Saints, die bislang einmal den Super Bowl gewannen, in der National Football League (NFL) vertreten. Das Basketballteam New Orleans Pelicans tritt in der National Basketball Association (NBA) an. Darüber hinaus sind mehrere Teams von Universitäten, die vor allem durch ihre College-Football-Mannschaften bekannt sind, im Bundesstaat aktiv. Die LSU Tigers der Louisiana State University tragen ihre Heimspiele im 102.321 Zuschauer fassenden Tiger Stadium, dem achtgrößten Stadion der Welt aus. Weitere College-Teams der NCAA Division I sind die Louisiana Tech Bulldogs and Lady Techsters, die Louisiana Ragin’ Cajuns, die Louisiana–Monroe Warhawks und die Tulane Green Wave.

## Wirtschaft
Das reale Bruttoinlandsprodukt pro Kopf (englisch: per capita real GDP) lag im Jahre 2016 bei 50.219 USD (nationaler Durchschnitt der 50 US-Bundesstaaten: 57.118 USD; nationaler Rangplatz: 32). Die Arbeitslosenrate lag im November 2017 bei 4,7 % (Landesdurchschnitt: 4,1 %). Mit 43.903 USD im Jahre 2017 hatte Louisiana das zweitniedrigste mittlere Haushaltseinkommen unter allen Bundesstaaten.
Reiche Lagerstätten an Erdöl und Erdgas (auch Offshoreförderung) sowie an Schwefel und Steinsalz sind Grundlagen der überwiegend energieintensiven Industrie. In der Landwirtschaft werden auf fruchtbaren Böden Sojabohnen, Gurken, Baumwolle, Zuckerrohr, Süßkartoffeln und Reis erzeugt. Große Bedeutung haben Fleisch- und Milchviehhaltung, Geflügelzucht und Fischerei (Garnelen, Austern) sowie Pelzproduktion durch Fallenstellen (Nerze, Otter, Bisamratte, Opossum, Nutria). Die Wälder liefern Bauholz und den Rohstoff für Papiererzeugung. Der Tourismus ist bedeutend.
Wichtigste Wirtschaftszweige im Überblick:
- Chemische und petrochemische Industrie (Erdöl, Erdgas, Schwefel)
- Papierindustrie
- Aluminiumindustrie
- Tourismus (v. a. New Orleans mit dem größten Hafen der Golfküste)
- Anbau von Baumwolle, Zuckerrohr, Reis, Gemüse, Tabak
- Rinderzucht (v. a. Milchwirtschaft)
- Fischerei
- Holzgewinnung

Louisiana ist seit Ende des 20. Jahrhunderts der zweitgrößte Erdöl- und Erdgasproduzent der USA; um 2014 erreichte die Förderung einen Höhepunkt. Durch den Verfall des Ölpreises kam es seit 2014 zu einem massiven Arbeitsplatzabbau. Allein 2015 gingen 12.000 Arbeitsplätze in der Ölindustrie und 7000 in der von billiger Energie stark abhängigen verarbeitenden Industrie verloren. Eine wirtschaftliche Förderung ist erst wieder ab ca. 60 US-Dollar pro Barrel möglich.

## Verkehr

### Straßen
Wichtige Fernverbindungen sind die Interstate 10 und Interstate 20 in West-Ost- sowie die Interstate 49 und Interstate 55 in Nord-Süd-Richtung.

### Eisenbahn
Der Passagierverkehr von Amtrak verbindet New Orleans, Schriever, New Iberia, Lafayette und Lake Charles mit Mississippi, Texas und der Pazifikküste. Der Güterverkehr wird von zahlreichen Gesellschaften abgewickelt.

### Luftverkehr
Louisiana verfügt über Flughäfen u. a. in Alexandria, Baton Rouge, Monroe, Shreveport sowie über den internationalen Louis Armstrong New Orleans International Airport, der sich in der Stadt Kenner bei New Orleans befindet.

### Häfen und Wasserstraßen
Der Hafen New Orleans ist einer der modernsten Hochseehäfen der USA, über die ein großer Teil der Lebensmittelexporte erfolgt. Er liegt 160 Kilometer oberhalb der Mündung des Mississippi. Der Hafen von Baton Rouge ist der am weitesten im Landesinneren gelegene Hochseehafen am Mississippi. Hier werden vor allem Erzeugnisse der Petrochemie auf Schubverbände umgeschlagen.

## Bildung
Die wichtigsten staatlichen Hochschulen sind in dem University of Louisiana System und dem Louisiana State University System zusammengefasst. Eine weitere staatliche Hochschule ist das Southern University and A&M College. Die bekannteste private Hochschule ist die Tulane University. Weitere Universitäten sind in der Liste der Universitäten in Louisiana verzeichnet.

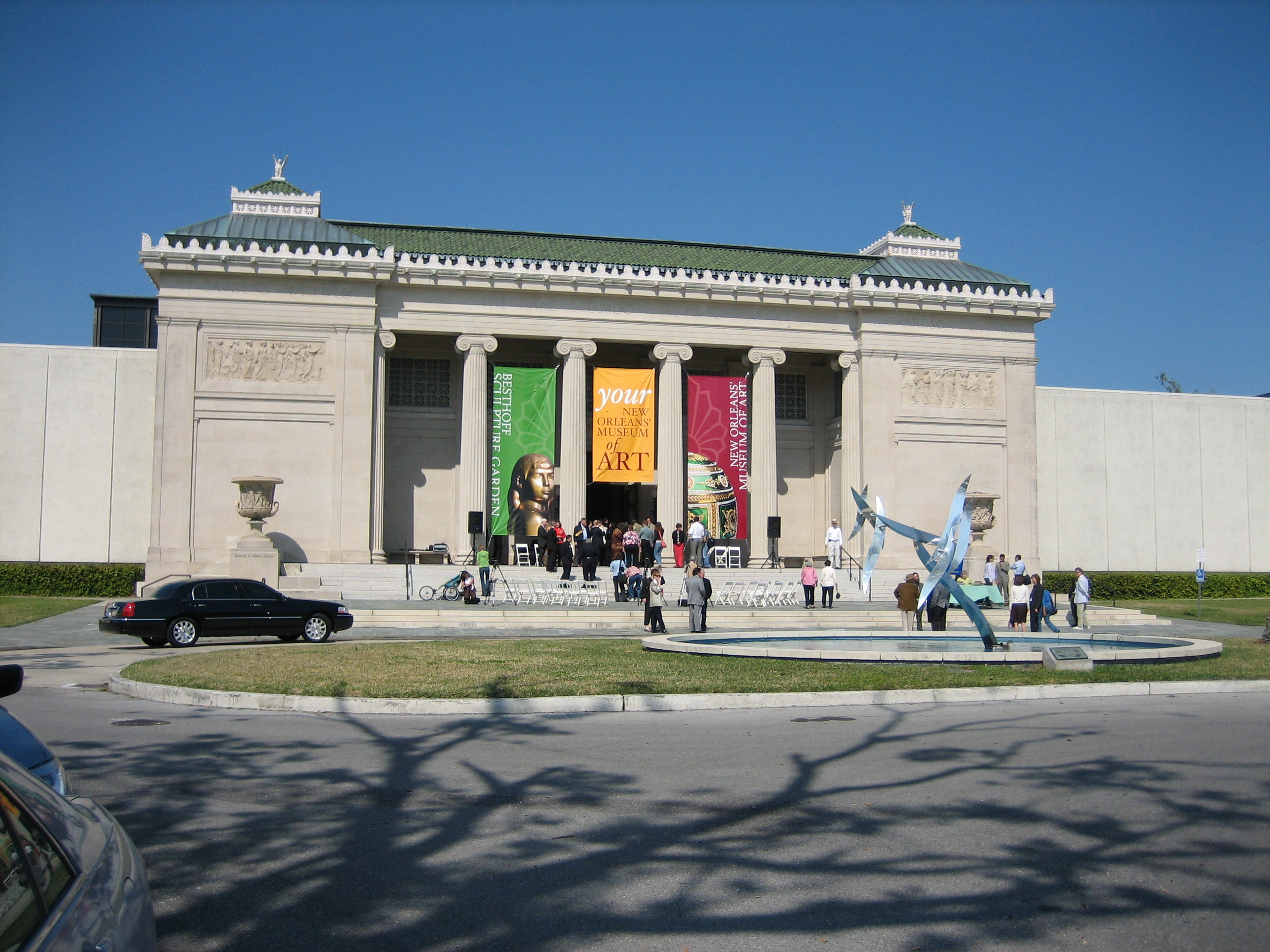
New Orleans Museum of Art

Einige bekannte Museen haben hier ihren Standort: Alexandria Museum of Art, Confederate Memorial Hall Museum, LSU Rural Life Museum, Louisiana History Museum, Louisiana State Museum, LSU Museum of Art, National World War II Museum, New Orleans Museum of Art, R. W. Norton Art Gallery, River Road African American Museum, Shaw Center for the Arts.

## Louisiana in der Kultur

### Filme
- Angel Heart
- Bad Lieutenant – Cop ohne Gewissen
- Catch Me If You Can
- Cincinnati Kid
- Contraband
- Das gelbe Segel
- Das Urteil – Jeder ist käuflich
- Die Geisterstadt der Zombies
- Dead Man Walking – Sein letzter Gang
- Déjà Vu – Wettlauf gegen die Zeit
- Der Mann in der Schlangenhaut
- Der seltsame Fall des Benjamin Button
- Der verbotene Schlüssel
- Die Akte
- Die letzten Amerikaner
- Doppelmord
- Down by Law
- Easy Rider
- Endstation Sehnsucht
- Gnadenlos
- Interview mit einem Vampir
- JFK – Tatort Dallas
- Johnny Handsome – Der schöne Johnny
- Katzenmenschen
- Küss den Frosch
- Leben und sterben lassen
- Lolita
- Lovesong for Bobby Long
- Mississippi Delta – Im Sumpf der Rache
- Mord in Louisiana
- Pakt der Rache
- Pretty Baby
- Schwarzer Engel
- The Big Easy – Der große Leichtsinn
- The Mechanic
- The Originals (Fernsehserie)
- The Reaping – Die Boten der Apokalypse
- The Vampire Diaries (Fernsehserie)
- Treme (Fernsehserie)
- True Blood
- True Detective (Fernsehserie, Staffel 1)
- Undercover Blues – Ein absolut cooles Trio
- Unter Wasser stirbt man nicht
- Wild at Heart – Die Geschichte von Sailor und Lula
- Willkommen bei den Rileys
- Zwölf Runden

### Comics
- Blacksad – Die Stille der Hölle

### Computerspiele
- Hunt: Showdown
- Shadow Man (Computerspiel)